# 川崎市立稗原小学校
川崎市立稗原小学校（かわさきしりつ ひえばらしょうがっこう）は、神奈川県川崎市宮前区水沢3丁目にある市立小学校。

## 沿革
- 1986年（昭和61年）
  - 4月 - 創立。
  - 6月 - 校章制定。
  - 10月 - 校歌完成。
- 1990年（平成2年）4月 - 障害児学級新設。
- 1996年（平成8年）4月 - 聖マリアンナ医科大学病院内に、院内学級新設。
- 2003年（平成15年）4月 - わくわくプラザ開設。

## 児童・学級数
2024年（令和6年）度時点
- 25学級・559名（聖マリアンナ医科大学病院内含む）。

## 教育目標
- 「よく遊び よく学ぶ子」
- 「認め合い 助け合う子」
- 「粘り強く 挑戦する子」

## 通学区域
出典
- 宮前区
  - 菅生3丁目
  - 菅生ケ丘
  - 潮見台
  - 水沢1丁目
  - 水沢2丁目
  - 水沢3丁目

## 主な進学先
出典
- 川崎市立菅生中学校

## 周辺
- 鷲ヶ峰子供の里公園
- 鷲ヶ峰児童公園
- 鷲ヶ峰老人いこいの家
- 特別養護老人ホーム鷲ヶ峰
- 菅生こども文化センター
- 神奈川県立生田高等学校 - 麻生区に所在
- このほか、本校がある水沢3丁目は、宮前区西端部に位置するため、麻生区との区境線や横浜市との市境線も近い。

## 交通
- 川崎市営バス「溝11」・「溝18」・「生01」・「登05」・「鷺32」の各系統で、「天王下」バス停下車後、徒歩約380m・約6分。